# Павлов, Михаил Васильевич
Михаил Васильевич Павлов (Иосиф Моисеевич Фейгель) (1891 — 1938) — руководитель киевской губернской чрезвычайной комиссии.

## Биография
Родился в еврейской семье. Член РКП(б) с 1918. В 1919-1920 заведующий Казанским губернским отделом юстиции. В ЧК с 1920 на должности заведующего секретно-оперативным отделом, потом председатель Киевской губернской ЧК (одновременно полномочный представитель ЦУЧК в Киевской, Волынской, Подольской, Черниговской губерниях). В январе-апреле 1921 начальник особого отдела флотов Чёрного и Азовского морей. Участник подавления Кронштадтского мятежа. Ф. Э. Дзержинский предлагал возглавить московскую ЧК, но отказался и с 1921 находился на научной и дипломатической работе, окончил Институт красной профессуры (ИКП). Сотрудник Амторга в США с 1927 по 1929, научный сотрудник ИКП с 1929 по 1931. Участник троцкистской оппозиции, исключался из ВКП(б) в 1929 и 1932, но был восстановлен. Затем на хозяйственной работе а качестве помощника начальника строительства Балхашстроя, проживал в городе Балхаш. Арестован УГБ НКВД КазССР по Алма-Атинской области 27 августа 1936, осуждён выездной сессией ВКВС СССР по статьям 58-7, 58-8, 58-11 УК РСФСР 25 февраля 1938 расстрелян. Посмертно реабилитирован ВКВС СССР 18 апреля 1957, дело прекращено за отсутствием состава преступления.